# 우에노야마 노부유키
우에노야마 노부유키(일본어: 上野山 信行, 1957년 5월 26일~)는 일본의 축구 선수, 지도자이다.

## 구단 경력
1976년 일본 사커 리그의 얀마 디젤에 입단하였다. 34경기에 나서 2득점을 넣었다. 1985-86년후 현역 은퇴.

## 지도자 경력
2021년 가마타마레 사누키의 감독으로 취임하였다.